# Giuse Satowaki Asajirō
Giuse Satowaki Asajirō (ヨゼフ 里脇 浅次郎 1 tháng 2 năm 1904 – 8 tháng 8 năm 1996) là một Hồng y người Nhật Bản của Giáo hội Công giáo Rôma. Ông từng đảm nhận vị trí Tổng giám mục Tổng giáo phận Nagasaki từ năm 1968 đến năm 1990. Hồng y Satowaki cũng từng là Chủ tịch Hội đồng Giám mục Nhật Bản. Thời gian làm giám mục, ông cũng tham gia Công đồng Vaticanô II với vai trò là một nghị phụ.

## Tiểu sử
Hồng y Satowaki sinh ngày 1 tháng 2 năm 1904 tại Shittsu, Nhật Bản. Sau quá trình tu học dài hạn theo quy định của Giáo luật Công giáo, ngày 17 tháng 12 năm 1932, Phó tế Satowaki được truyền chức linh mục. Vị linh mục 26 tuổi này là thành viên linh mục đoàn của Tổng giáo phận Nagasaki. Từ năm 1941 đến năm 1948, linh mục Satowaki là Linh mục Phủ doãn Tông Tòa Hạt Phủ doãn Tông Tòa Formosa.
Ngày 25 tháng 2 năm 1955, Tòa Thánh loan báo tin tức đã tuyển chọn linh mục Satowaki làm Giám mục chính tòa Giáo phận Kagoshima. Vị giám mục tân cử đã được cử hành nghi thức đặt tay tấn phong sau đó vào ngày 3 tháng 5. Ba giáo sĩ tham gia vào nghi lễ chính yếu gồm có chủ phong, là Maximilien de Fürstenberg, Tổng giám mục Sứ thần Tòa Thánh tại Nhật Bản; hai vị phụ phong là Paul Aijirô Yamaguchi, giám mục Giáo phận Nagasaki và Paul Yoshigoro Taguchi, giám mục chính tòa Giáo phận Osaka. Tân giám mục chọn cho mình châm ngôn:Lætentur insulæ multæ. Ông cũng là một nghị phụ tham gia Công đồng Vaticanô II tham dự bốn phiên họp khoáng đại từ một đến bốn của Công đồng.
Sau mười ba năm công tác tại Kagosima, ngày 19 tháng 12 năm 1968, Tòa Thánh thông báo thăng giám mục Satowaki làm Tổng giám mục chính tòa Tổng giáo phận Nagasaki. Hơn mười năm trong vị trí tại Nagasaki, ngày 30 tháng 6 năm 1979, trong Công nghị hồng y đầu tiên của triều đại, Giáo hoàng Gioan Phaolô II vinh thăng Tổng giám mục Satowaki tước vị Hồng y Santa Maria della Pace. Ông cũng kiêm thêm vị trí Chủ tịch Hội đồng Giám mục Nhật Bản từ năm 1978 đến năm 1983. Ngày 1 tháng 2 năm 1984, Hồng y Satowaki tròn 80 tuổi, qua đó mất quyền bầu chọn Giáo hoàng trong Mật nghị Hồng y.
Ngày 8 tháng 2 năm 1990, Hồng y Satowaki từ nhiệm, vì đã 86 tuổi theo Giáo luật của Giáo hội Công giáo. Ông qua đời sau đó 6 năm vào ngày 8 tháng 8 năm 1996.